# Era de Francia
Se conoce como Era de Francia a la administración francesa en Santo Domingo, actual República Dominicana, en la coyuntura de las guerras Napoleónicas. En virtud del Tratado de Basilea de 1795, España cedió sus posesiones de  la isla Española
a cambio de las Provincias Vascongadas y Cataluña que habían sido ocupadas por la Francia revolucionaria, lo que supuso la reunificación política de la isla en 1801 (Año de ejecución del tratado) luego de un siglo de división.
A pesar de su brevedad, esta produjo cambios importantes en la sociedad, especialmente en el aspecto demográfico, pues se produjo una emigración masiva de colonos (especialmente aquellos de mayores recursos) hacia Puerto Rico, Venezuela y Cuba, unos por lealtad a España, y otros por las cruentas masacres perpetradas por los revolucionarios haitianos comandados por Jean-Jacques Dessalines. La colonia perdió dos tercios de su población y la casi totalidad de las familias aristocráticas más antiguas y tradicionales de la isla; además la población del lado hispanoparlante de la isla pasó de ser mayoritariamente blanca a ser esencialmente mulata. El establecimiento de franceses y el retorno de algunos emigrados apenas atenuó este declive poblacional.

## Tratado de Basilea, cesión a Francia y revolución haitiana
Se inició en 1795, cuando Francia logró la posesión de toda la isla por el Tratado de Basilea, por el que España cedió el este de la colonia  de Santo Domingo a consecuencia de las guerras revolucionarias francesas. En ese momento, los esclavos liderados por Toussaint Louverture en Saint-Domingue (colonia occidental) estaban en rebelión contra Francia. Ante la inestabilidad existente por la guerra, el brigadier español Joaquín Antonio García y Moreno mantuvo el control del territorio.
El 26 de enero de 1801, Toussaint Louverture llegó a Santo Domingo, recibió la capitulación de Garcia y Moreno (que sale de la isla el 22 de febrero con el resto de soldados españoles), proclamó la abolición de la esclavitud en nombre de la República Francesa y tomó el control total de la isla.
Poco después, Napoleón envió un ejército para someter a Louverture y restablece la esclavitud en Francia en 1802. Incluso después de su derrota por los haitianos, una pequeña guarnición francesa permaneció en la antigua colonia española. Muchos de los colonos españoles emigrados regresaron. En 1802 un ejército enviado por Napoleón bajo el mando de Charles Leclerc capturó a Toussaint Louverture y lo envió a Francia como prisionero, donde fallece en 1803. Sus sucesores y la fiebre amarilla lograron expulsar a los franceses de nuevo de Saint-Domingue. Haití declaraba la independencia en 1804, pero Francia retuvo el control del Santo Domingo español.

## Invasión haitiana de 1805
Jean-Jacques Dessalines, después de coronarse emperador como Jacobo I de Haití, invadió a finales de febrero de 1805 a la otra colonia española de Santo Domingo, sus tropas avanzaron por dos rutas, la una por el norte (Dajabón-Santiago-La Vega-Santo Domingo), comandada por Henri Christophe, y la otra por el sur (Hincha-San Juan-Azua-Baní-Santo Domingo), comandada por Dessalines. En su avance por la ruta sur, el emperador haitiano halló que los habitantes de San Juan y Baní habían evacuado sus ciudades para protegerse, por lo que él consideró que la población autóctona no merecía su clemencia. El 6 de marzo, al aproximarse a la ciudad capital, Dessalines ordenó incendiar la villa de San Carlos (ubicada en los extramuros de la capital) e inició el asedio de la capital. El 25 de marzo ordenó el exterminio total de la población en su poder, efectuándose un traslado masivo a las grandes ciudades haitianas para matarlos en las plazas públicas mediante aplastamiento (por caballos y acémilas) y desmembramiento. Tres días más tarde, arribaron a Santo Domingo tres fragatas y dos bergantines franceses; Dessalines decidió la retirada de sus tropas a Haití. En abril, Dessalines y Christophe junto a sus tropas arrasaron Santiago, Moca, La Vega, Azua, San Juan, Baní, entre otras ciudades, y masacraron a los moradores de estas que no habían huido a la Cordillera Central, aniquilando a unas diez mil personas.[cita requerida] Estas matanzas sentaron la base de dos siglos de animadversión entre ambos países.
Millares de dominicanos abandonaron la isla: unos 100 000 dominicanos se exiliaron en Venezuela, estableciéndose mayormente en Coro y Maracaibo; mientras que alrededor de cuatro mil dominicanos huyeron a Cuba, afincándose principalmente en Baracoa, Matanzas, Camagüey y Guantánamo. Una cantidad indeterminada de dominicanos también emigró a México y Puerto Rico.
Entre los venezolanos de ascendencia dominicana se encuentra la familia Nouel, con alrededor de 2000 miembros en Venezuela.

## Guerra de la Reconquista
Los franceses se afianzaron en la parte oriental de la isla, y la mantuvieron hasta que fueron derrotados por los habitantes hispanohablantes en la batalla de Palo Hincado el 7 de noviembre de 1808 y la capitulación final tras el asedio de Santo Domingo, el 11 de julio de 1809, con la ayuda de la Marina Real Británica.
La primera batalla tuvo lugar en Palo Hincado el 7 de noviembre de 1808, cuando el general Juan Sánchez Ramírez, líder de un ejército de soldados locales y puertorriqueños, atacó por sorpresa a una guarnición del ejército francés bajo el mando del gobernador el general Jean-Louis Ferrand, que más tarde se suicidó. La noticia fue escuchada por el general Dubarquier que tenía guarnecidos 2000 soldados en Santo Domingo. El español puso sitio a la ciudad el 27 de noviembre de 1808, con la ayuda de 6 fragatas de la Marina Real, y las tropas bajo el mando del general Hugh Lyle Carmichael. Santo Domingo fue devuelta al control español el 9 de julio de 1809, entrando el pueblo dominicano en el período de su historia conocido como "la España Boba".

## Gobernadores
Gobernadores de 1801-1809
- 1801-1802 Toussaint Louverture
- 1802-1803 Antoine Nicolas Kerverseau
- 1803-1808 Jean-Louis Ferrand
- 1808-1809 L. Dubarquier